# Sérgio Ricardo de Jesus Vertello
Sérgio Ricardo de Jesus Vertello (São Paulo, 19 september 1975), ook wel kortweg Sérgio genoemd, is een voormalig Braziliaans voetballer.

## Carrière
Sérgio speelde tussen 1995 en 2006 voor Juventus, Albirex Niigata, Avispa Fukuoka, Ituano, Vasco da Gama, Duisburg en Vila Nova.